# カトリック教会のカテキズム

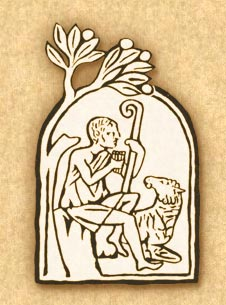
ロゴのデザイン（シンボルマーク）。
このシンボルマークは、ローマにあるドミティラのカタコンベ内の、3世紀末にさかのぼるキリスト者（クリスチャン）の墓石の一部を模写したものである。この図像は、もともとはキリスト教とは無縁のものであったが、キリスト者によって、「死者の霊魂が永遠の命において見いだす憩いと祝福を象徴するもの」として用いられた。この絵はカテキズムの意味（特徴的な視点）を示唆するものでもある。キリストが良き牧者（羊飼い）として、その信者たち（子羊）を導き守り、その権威（杖）をもって、「真理」というメロディーの楽曲（笛）で引き寄せ、「いのちの木」の陰、すなわち楽園の扉を開くあがないの十字架の陰に休ませる、というものである。

カトリック教会のカテキズム（カトリックきょうかいのカテキズム、イタリア語: Catechismo della Chiesa Cattolica、英: Catechism of the Catholic Church、略称:CCC）は、教皇ヨハネ・パウロ2世によって公布された、ローマ・カトリック教会とローマに連なる21の東方典礼カトリック教会の教理（教え）の、公式な説明である。1992年にフランス語版が発行され （その分量は優に900ページを超えていた）、 英語を含む他の多くの言語に訳されている。最初のフランス語版が幾つかの点で修正されて、1997年にラテン語規範版が発行され 、これが日本語に翻訳されて2002年7月31日にカトリック中央協議会から出版されている。
その後2005年には、『カトリック教会のカテキズム』の「忠実かつ確実な要約」として『カトリック教会のカテキズム 要約（コンペンディウム）』が教皇ベネディクト16世によって公布され、日本語版も2010年に出版されている。

## 内容
カテキズム（要理教育）は、教父たちの時代から書かれてきた「ときに問答形式で示される教義の要約」と定義されてきた。初めは口伝だったものが、次第に書物（「要理書」）として書かれるようになり、16世紀の宗教改革以降に全世界のカトリック教会に広まっていった。第2バチカン公会議以前まで日本のカトリック教会で使われていた『公教要理』も、これらの教理問答書をもとにしたものであった。
その後、第2バチカン公会議で要理教育についての考え方が新たになり、それまで子供と洗礼志願者だけを対象としていたものが、大人の信者も要理の勉強をしなければならないと考えられるようになった。その動きの中で1985年に開催された臨時シノドス（司教会議）において、「信仰と道徳に関するカトリックのすべての教えについてのカテキズム（概説書）」が要望され、これに応えて教皇ヨハネ・パウロ2世は翌1986年に教皇庁教理省長官であるヨゼフ・ラッツィンガー枢機卿（のちの教皇ベネディクト16世）を責任者とする12名の枢機卿と司教を任命し、カテキズムの草案作成を委託した。こうして作られた草案は、全世界の司教協議会などから意見を求めて修正が加えられ、7年後の1992年にフランス語版の『カトリック教会のカテキズム』（略称:"CCC"）が発行された。教皇は、これを「信仰の生きた源泉によって要理教育（カテキズム）を刷新するための参考書」と呼んだ。
CCCは四つの主要な要素で構成されている：
- 信仰宣言
- キリスト教の神秘を祝う
- キリストと一致して生きる
- キリスト者の祈り

これらは「四つの柱」とも呼ばれ、密接に関連し合っている。その内容は詳細に脚注がつけられており、関連する教えの参照先や聖書、聖伝、教父の著作、聖人伝、公会議および近年の教皇たちによる教令などが示されている。
CCCの聖書についての章（101番-141番）は、教父たちの伝統である「霊的解釈」を「四つの意味」の学問的教義の発達につれて復活させた。この霊的解釈への回帰は、第2バチカン公会議の「神聖な教義に関する教義的憲章」による「聖書は書いた者と同じ聖霊の光の下で読まれ解釈されねばならない」という教えを下敷きにしたものである。そのために必要な霊的解釈は、聖書の四つの意味（逐語的意味と三つの霊的意味（寓意的、倫理的、神秘的）を含む）から追求されるべきとしている。
逐語的意味（116番） は言葉の意味そのものに関係するものであり、言葉の綾を含むものである。霊的な意味（117番）は、事柄（人々、場所、物象あるいは出来事）の重要性に関係し、言葉によって示されるものである。三つの霊的意味のうち、寓意的意味は最も基礎的であり、人物、出来事、 初期の（神との）契りから後期の（神との）契りの成立、なかんずく「新約」に関係する。この寓意的意味に基づいて、倫理的意味は、行動に付いて指示し、神秘的意味は人の最終的な運命を示している。CCCの聖書に関するこの教えは、近年の、四つの霊的意味を適用して、救済の歴史を、聖書的契りを通じて構成するという「契りに関する神学」の追求を大いに勇気付けた。

## カトリック教会のカテキズム 要約（コンペンディウム）
『カトリック教会のカテキズム 要約（コンペンディウム）』（イタリア語: Compendio del Catechismo della Chiesa Cattolica）は、『カトリック教会のカテキズム』の「忠実かつ確実な要約」として、2005年6月28日に公布された。公布に先立ち、同年3月20日に編纂特別委員会委員長のヨゼフ・ラッツィンガー枢機卿（のちの教皇ベネディクト16世）が要約の序文を発表している。（なお、当初はカトリック中央協議会では「要約」ではなく「綱要」と訳していた）
『要約（コンペンディウム）』は、古代からの伝統である問答形式の要理教育書を反映して、598のQ&Aにより構成された問答形式を取っており、「教会の信仰の本質的かつ根本的な要素」を「簡潔な形で」提示している。また、節目ごとにカラーの聖画図版とその解説が挿入されており、それらも教理理解のために主要な役割を果している。
『要約（コンペンディウム）』の日本語版は、2010年（平成22年）2月1日に、カトリック中央協議会から発行された。但し第3刷（2010年3月15日）より、以下の訂正が施された。
- 155ページ2行目（第267問）聖霊の証印を受けなさい → 聖霊のしるし（証印）を受けなさい
- 157ページ5行目（第273問）あなたがたとすべての人のために → あなたがたと多くの人のために

## 趣旨
教皇ヨハネ・パウロ2世は、以下の事を厳かに宣言した。
CCCが惹起した教会の教えへの興味が、カトリック教会の輪の外にさえ及ぶことは、前教皇ベネディクト16世が、教皇になる前に記されている。
現実に、現代のカトリック教会においては、『カトリック教会のカテキズム』（CCC）の基本的な目的を「教会が自ら日々の生活の中で宣言し、祝い、生き、祈っていることを一人ひとりが知ることを可能にする、カトリックの教えの全般的かつ包括的な説明である」とし、CCCとその『要約』が要理教育の規範として用いられている。CCCを批判して第2バチカン公会議以前に戻ろうとする保守的動きについては、「歴史において新しい段階に入っている教会の歩みを逆行させるのは、原則的には意味がない」と否定している。

### CCCの全文を掲載するサイト
- The Holy See - Archive（バチカン） - ラテン語規範版、英語、フランス語とイタリア語（ラテン語規範版に拠る）、スペイン語（当初のフランス語版に拠る）、中国語、ラトヴィア語、マダガスカル語、ポルトガル語
- 全文検索 - ラテン語規範版、ラテン語規範版に沿った英文テキスト
- アメリカ合衆国　司教協議会 - 英語版 - 第二版（ラテン語規範版に準拠）
- チャールズ　ボロメロ 英語版 - 第二版（ラテン語規範版に合わせて改訂）、全文検索、第一版と第二版の変更点

### CCCへのコメントを掲載するサイト
- アメリカ合衆国司教協議会: カテキズム事務局（英語）
- カトリック教会のカテキズム　簡易版（英語） - 本文を要約したもの、本文そのものではない。

### CCCの要約（コンペンディウム）のテキスト
- The Holy See - Archive（バチカン） - ベラルーシ語、英語、フランス語、ドイツ語、インドネシア語、イタリア語、リトアニア語、ポルトガル語、ルーマニア語、ロシア語、スロベニア語、スペイン語、スウェーデン語